# Switch (bdsm)
Een switch is in bdsm-begrippen een rol waarbij de speler wisselt tussen dominantie naar submissive (onderdanig).
Deze dubbelrol kan worden gespeeld tijdens een enkele sessie of verspreid over meerdere gelegenheden met verschillende partners. Een switch kan in een relatie met iemand met dezelfde voorkeur (bijvoorbeeld dominant) 'switchen' van rol zodat beide partners de mogelijkheid hebben om hun favoriete rol te spelen.
Sommige personen die wisselen van rol, identificeren zich niet als switch omdat ze het niet regelmatig doen of alleen onder speciale omstandigheden.